# 有友正親
有友 正親（ありとも まさちか、旧姓・檜田、1855年11月30日（安政2年10月21日）‐ 1913年（大正2年）2月15日） は、明治期の篤農家、名望家、実業家、政治家。衆議院議員。族籍は愛媛県平民。

## 経歴
伊予国喜多郡若宮村（現愛媛県大洲市) の檜田家に生まれ、9歳で同郡菅田村（現大洲市）の有友平右衛門（正盛）の養子となる。藩校で学んだが、ほとんどは独学で学問を習得した。農業を営む。
明治維新後、喜多郡租税掛、愛媛県地租改正顧問、戸長、学務委員、県勧業委員などを務めた。1882年（明治15年）に結成された立憲改進党に入党。1884年（明治17年）5月、愛媛県会議員に選出された。松方デフレで困窮した農民たちを代弁して、県の四国新道開削計画に反対した。1887年（明治20年）三大事件建白運動では喜多郡の署名代表者となった。その他、菅田村会議員、同議長、喜多郡連合村会議員、喜多郡会議員、同議長、徴兵参事員などを務めた。1890年（明治23年）7月の第1回衆議院議員総選挙で愛媛県第3区に改進党所属で出馬して当選し、第2回総選挙でも再選され、衆議院議員を連続2期務めた。
その他、菅田村長、菅田村農会長、喜多郡農会長、愛媛県農会長、喜多郡蚕糸業組合長、肱川会社取締役、大洲商業銀行取締役、大洲製糸会社社長などを務めた。

## 親族
- 義弟 井上要（旧姓・有友、実業家、衆議院議員）[1]
- 養女 貞（井上要の長女、鉄道省勅任技師曽根嘉治郎の妻）[11]